# Cara DeLizia
Cara Elizabeth DeLizia (Silver Spring, 10 aprile 1984) è un'attrice statunitense.

## Filmografia parziale
- Literary Visions - documentario TV, 2 episodi (1992)
- You're Invited to Mary-Kate & Ashley's - film direct-to-video (1995)
- Crayola Kids Adventures: Tales of Gulliver's Travels - film direct-to-video (1997)
- Nick Freno (Nick Freno: Licensed Teacher) - serie TV, 22 episodi (1996-1997)
- Crayola Kids Adventures: The Trojan Horse - film direct-to-video (1997)
- Don King - Una storia tutta americana (Don King: Only in America) - film TV (1997)
- Settimo cielo (7th Heaven) - serie TV, un episodio (1999)
- Innamorati pazzi (Mad About You) - serie TV, 2 episodi (1999)
- E.R. - Medici in prima linea (ER) - serie TV, un episodio (2000)
- So Weird - Storie incredibili (So Weird) - serie TV, 40 episodi (1999-2001)
- West Wing - Tutti gli uomini del Presidente (The West Wing) - serie TV, un episodio (2001)
- The Nightmare Room - serie TV, un episodio (2001)
- Just Shoot Me! - serie TV, un episodio (2001)
- I Rugrats da grandi - serie TV animata, 2 episodi (2003-2004) - doppiaggio
- Un amore per sempre (Love's Enduring Promise) - film TV (2004)
- Ghost Whisperer - Presenze (Ghost Whisperer) - serie TV, un episodio (2006)
- Close to Home - Giustizia ad ogni costo (Close to Home) - serie TV, un episodio (2007)
- Rogue - film TV (2011) - anche produttrice